# Église Saint-Symphorien de Tours
L’église Saint-Symphorien est un bâtiment situé à Tours, sur la rive Nord de la Loire. La première mention qui en est faite est le fait de Charles le Chauve, en 852, qui confirme les « possessions de Marmoutier ». Les sources attestent souvent de cette possession. Elle fut, jusqu'au XVIIIe siècle, toujours placée sous la dépendance de l'abbaye de Marmoutier.

## Historique

### Avant leVesiècle
À cette période, le christianisme se développe au fur et à mesure dans les environs et les habitants du faubourg constatèrent qu'il n'y avait aucune église dans les environs, et saint Perpet, sixième évêque de Tours, eut la tâche d'en bâtir une.

### AuVesiècle

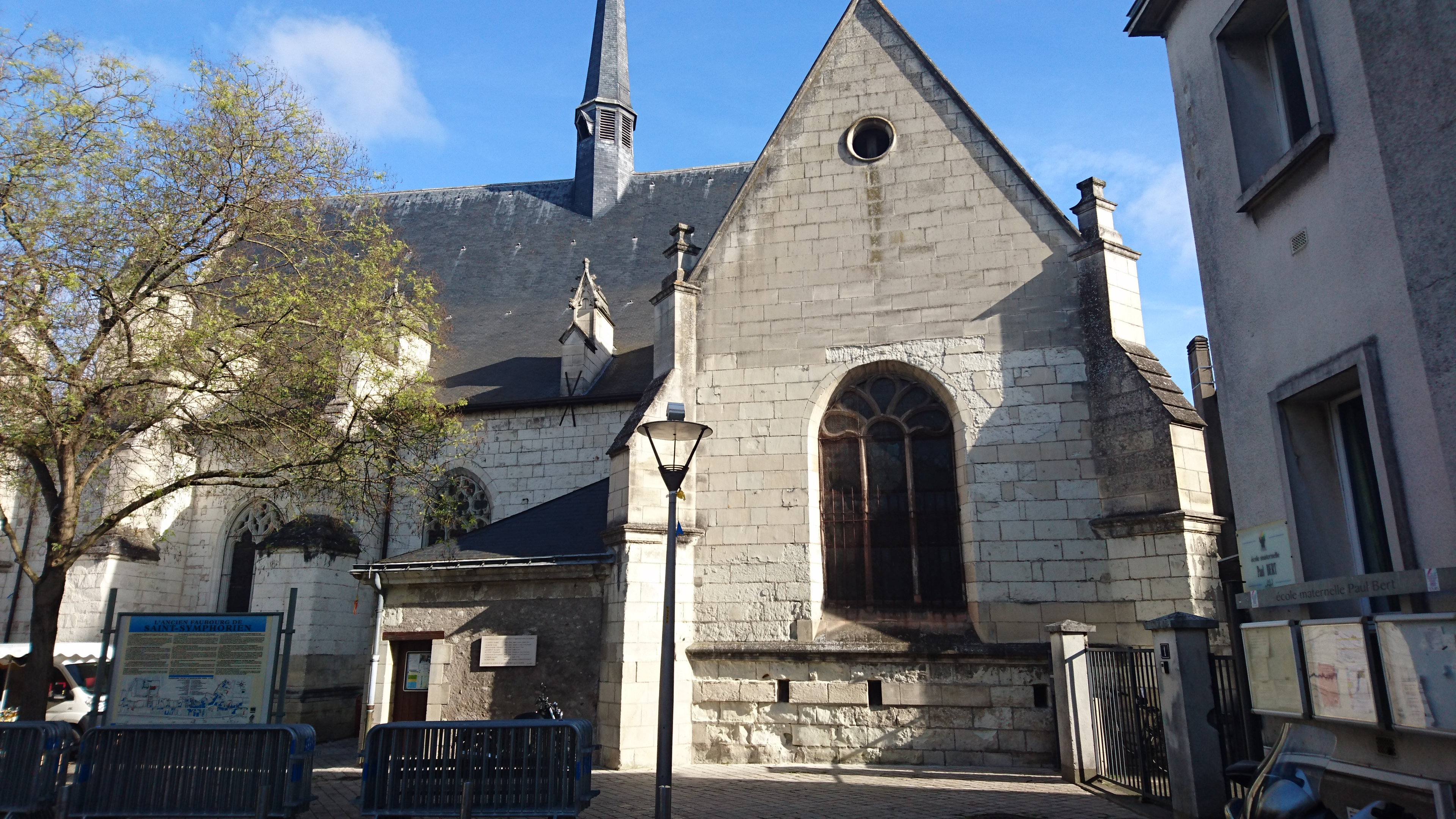
La façade Sud de l'église.

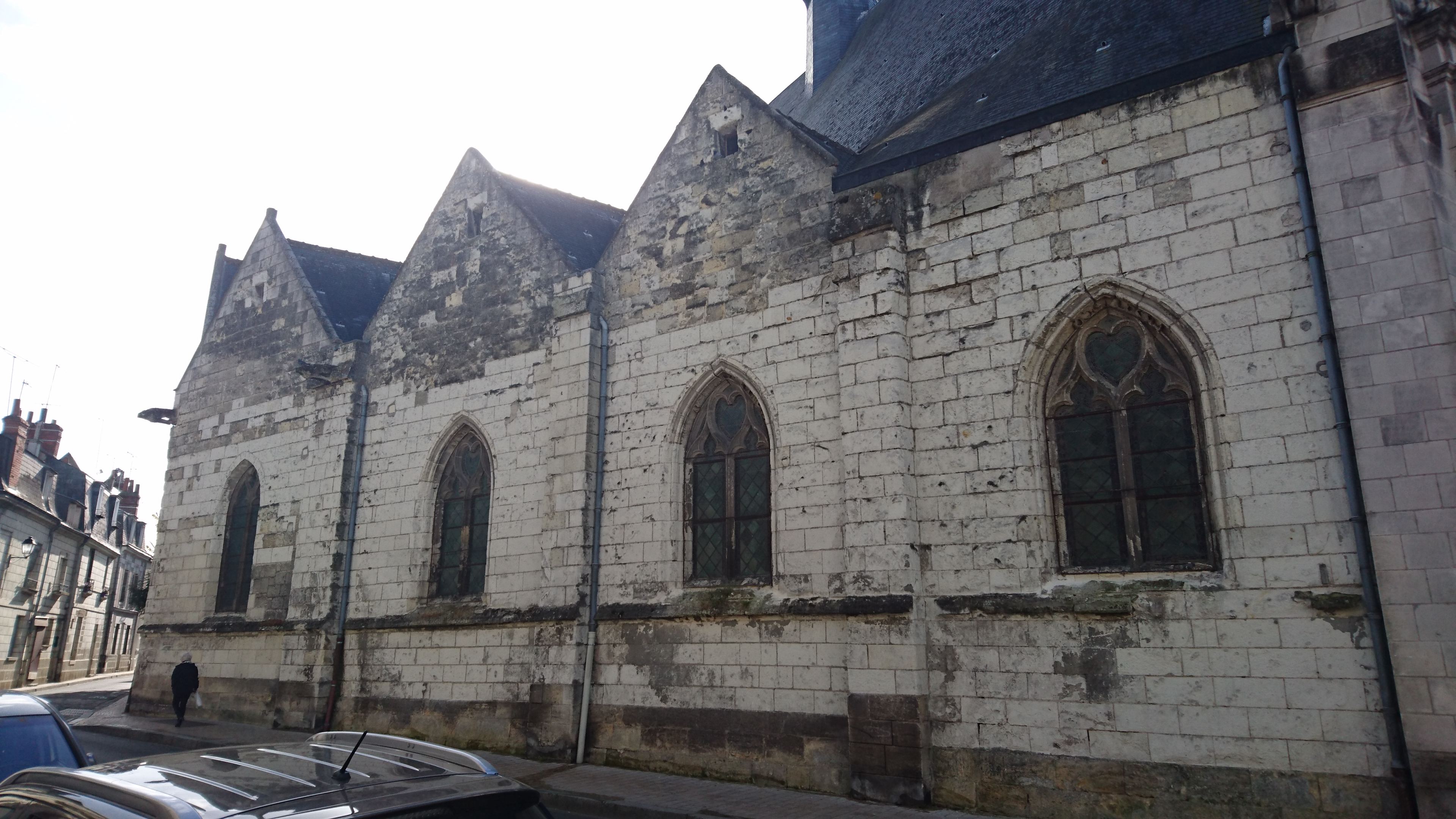
Façade nord de l'église.

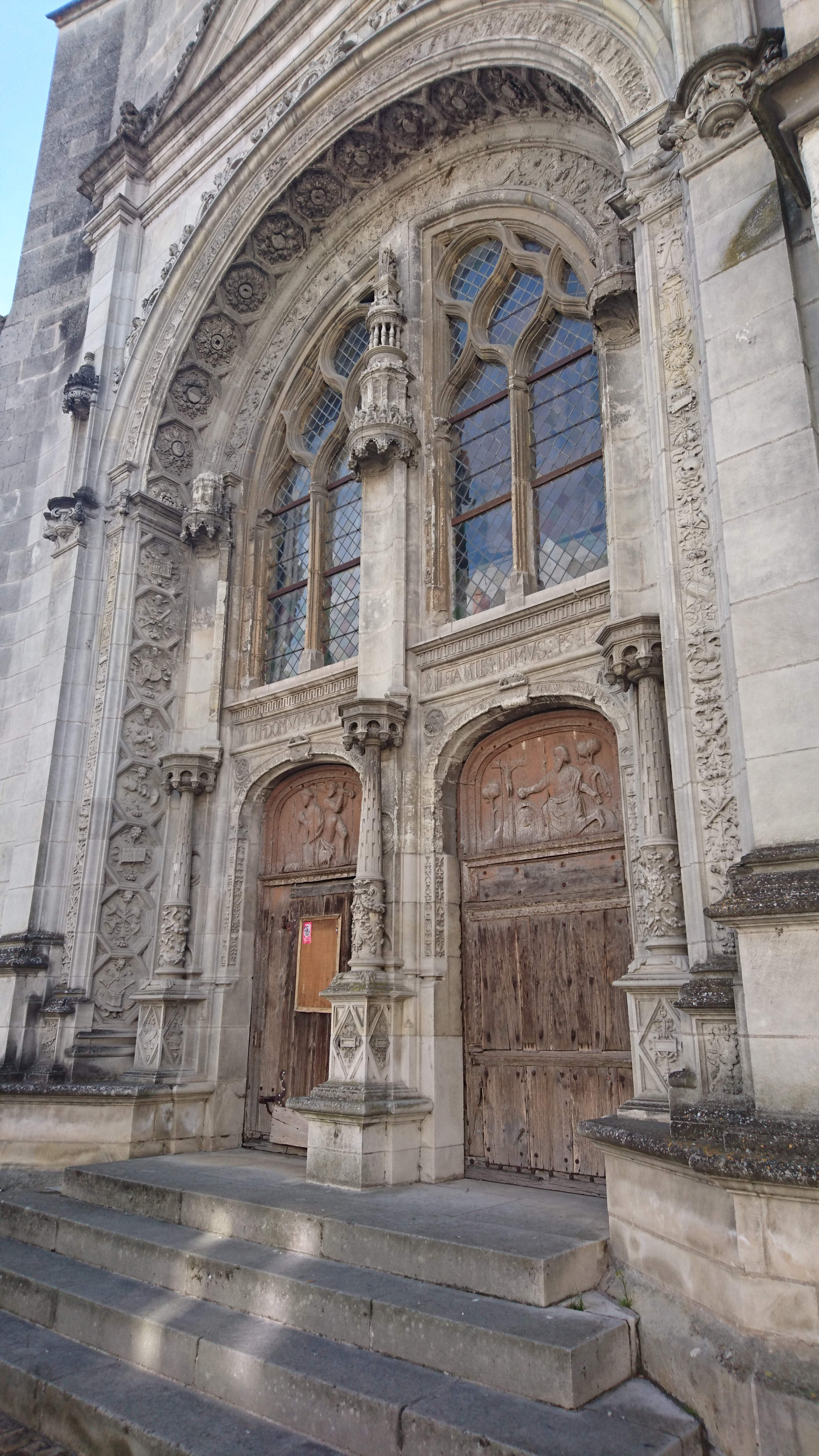
Le portail.

Saint Perpet occupa l'épiscopat de 461 à 491 fut donc chargé de la création de l'église. Il fit construire une basilique sur le tombeau de Saint-Martin et fut alors admiré par ses contemporains. C'est alors que Perpet fait la connaissance d'un prêtre d'Autun, Euphrône. C'est alors ce dernier qui est chargé de construire l’Église Saint-Symphorien de Tours.

### AuXIIesiècle
Il ne reste rien de l'église originelle, mais on en sait un peu plus sur l'église après le Xe siècle. En effet, un diplôme de Charles le Chauve nous apprend qu'au IXe siècle « l'église de Saint-Symphorien ainsi que les deux ports, établis en face l'un de l'autre, furent donnés par le roi au couvent de Marmoutier ». Au XIIe siècle, la population a augmenté, rendant nécessaire l'élaboration d'une église plus grande et furent alors construites trois parties encore restantes aujourd'hui : l'abside, étroite et peu profonde ornées de nombreux dessins et figurines dont la signification est encore aujourd'hui inconnue. La travée, elle, précède le sanctuaire, possède des piliers massifs couronnés de chapiteaux avec des dessins sur l'un des piliers. Enfin, le clocher en pierre fut la dernière partie ajoutée, entre l'abside et la nef.

### À laRenaissance
Vers la fin du XVe siècle, la population continue d'augmenter, exigeant de nouveau une église plus vaste. Sont ajoutées à nouveau plusieurs parties. Tout d'abord la nef, avec ses arcs gothiques et romans, est très élevée. L. Palustre souligne une certaine maladresse de l'architecte. Les clefs de voûte sont ornées d'écussons d'armoiries. Ensuite, une partie méridionale est bâtie, avec plusieurs chapelles. Sur la première, on peut y lire « Baptizate cos in nomine Patris et Filii et Spiri'us Sancti », la deuxième chapelle quant à elle est profondément décorée et possède à l'intérieur une petite tribune. Une troisième chapelle possède une clef de voûte avec un médaillon non déchiffré. À la partie méridionale s'ajoute la partie septentrionale qui est assez particulière. Elle a une forme assez étrange et son intérieur mélange roman et gothique, avec, une nouvelle fois, des clefs de voûte très décorées. Un autel s'élève dans une chapelle de cette partie septentrionale. À l'extérieur, on aperçoit des peintures effacées dans leur quasi-totalité, cependant, un document permet de savoir quand ces peintures ont disparu : « Le 27 décembre 1763 M. le curé Gayaud a remontré à ses paroissiens que l'église de Saint-Symphorien avait besoin d'être blanchie dans toute son étendue, voûtes, piliers, chapelles, sacristie, murs, plafonds, etc. que toutes ces réparations doivent être supportées par la fabrique, que M. le curé offre néanmoins d'en payer la moitié. »
Cependant, la plus belle construction du temps de la Renaissance se trouve à l'extérieur de l'église, le portail.
Probablement dressé en 1531 d'après les observations de L.Palustre, tandis que L. Bosseboeuf découvre lui que le portail a été commencé en 1526, et finalement achevé en 1531. Il est considéré comme un véritable chef-d’œuvre totalement décoré. On peut y lire les inscriptions «  In domum Domini laetantes ibimus ! ». Quatre vers, toujours en latin, ornent le portail. Chaque partie du portail est dotée de dessins ou inscriptions, certains vouées à Symphorien, d'autres à la Sainte Vierge, des passages du livre de l'Ecclésiaste.

### À l'époque moderne
L'église de la Renaissance n'a pas subi de grandes modifications. Simplement, la couverture de l'église est refaite et la question des bancs et des chaises est réglée. Elle est classée monument historique en 1921.

### Obtention dustatut paroissial

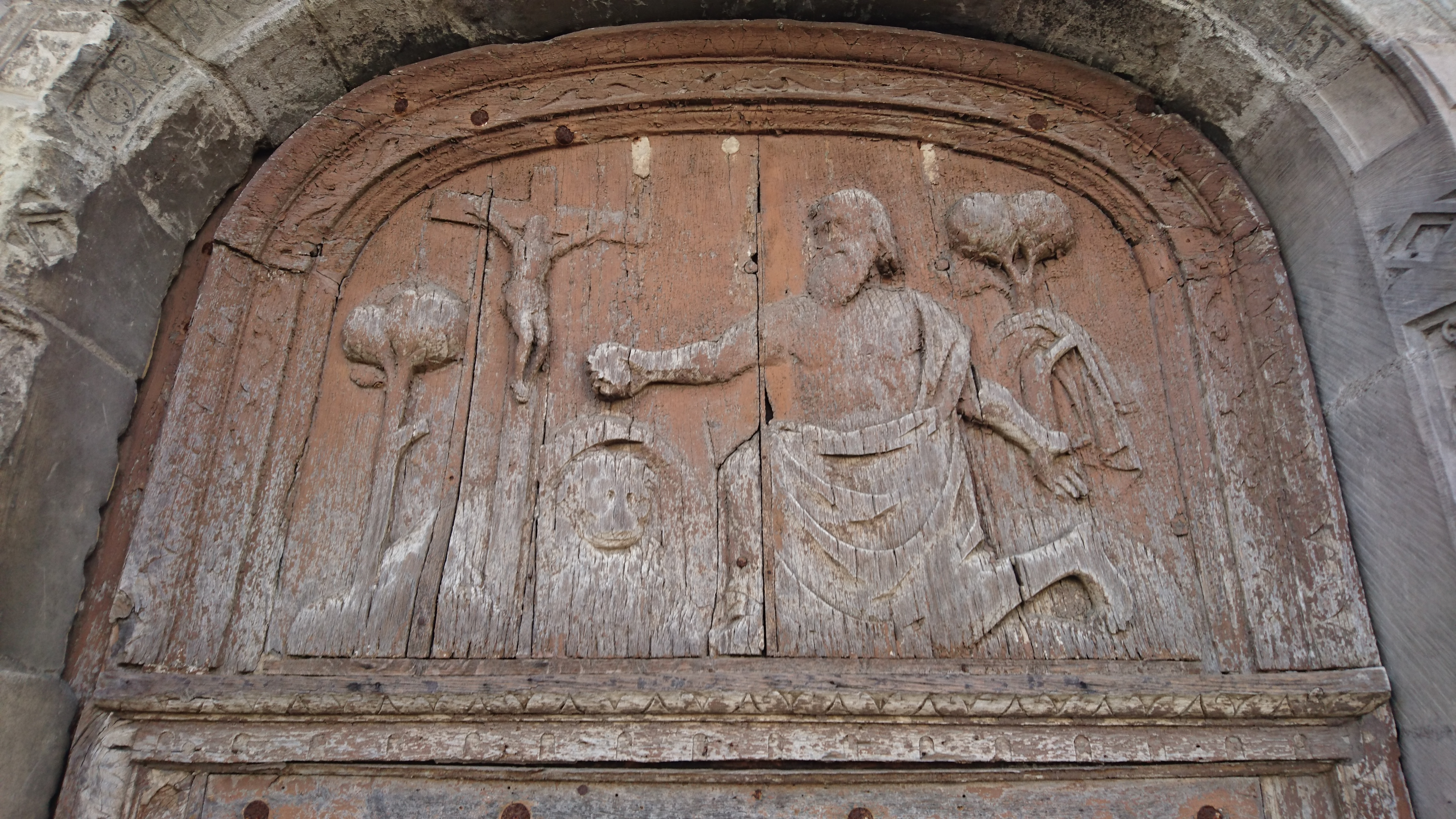
Gravure de la porte Droite.

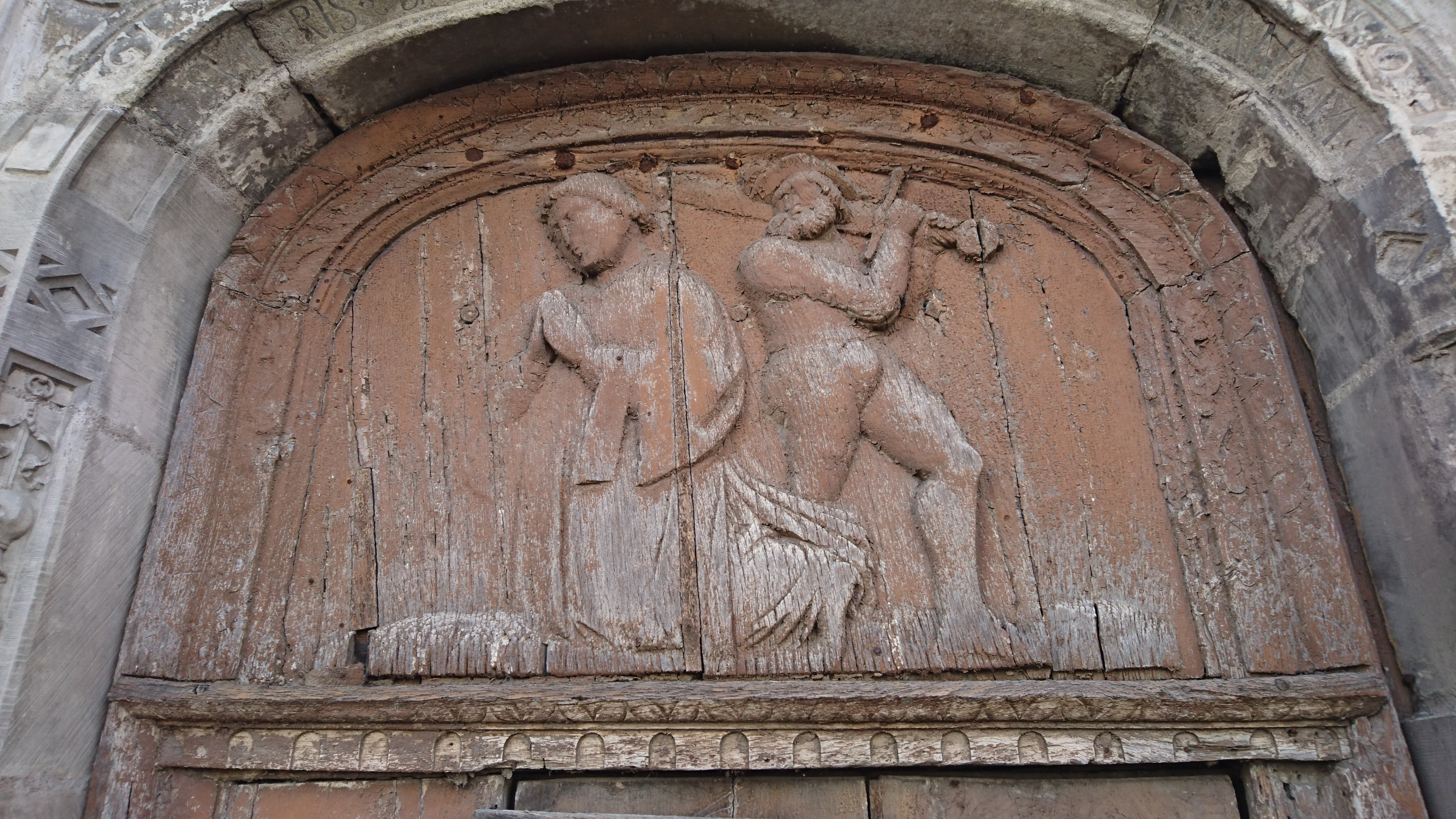
Gravure de la porte Gauche.

Une paroisse semble avoir été construite entre la fin du XIe siècle et la première moitié du XIIe siècle. La présence également d'un habitat à proximité laisse à penser que le nombre de fidèles avait alors augmenté et qu'il y avait alors une volonté d'en accueillir une grande part. Quoi qu'il en soit, l'église étant dorénavant une église paroissiale, elle était alors responsable du monde des morts, c'est ainsi qu'au sud se situait un cimetière, ce dernier semble avoir connu plusieurs phases de remaniements mais ne semble pas non plus avoir drastiquement changé. Le cimetière fut transporté ailleurs, en effet, à la fin du XVIIIe siècle, un arrêt royal interdit d'inhumer les églises et les cimetières paroissiaux urbains, ce qui montre la volonté de distinguer nettement le monde des morts et celui des vivants.

## Orgue
L'église abrite un orgue de tribune construit par Louis Debierre de 1885 à 1887. Il comporte 21 jeux répartis sur deux claviers manuels et un pédalier.